# Порт Винсент (Луизијана)
Порт Винсент (енгл. Port Vincent) град је у америчкој савезној држави Луизијана.

## Демографија
По попису из 2010. године број становника је 741, што је 278 (60,0%) становника више него 2000. године.
| Група             | 2000.       | 2010.       |
| Белци             | 445 (96,1%) | 721 (97,3%) |
| Афроамериканци    | 6 (1,3%)    | 1 (0,1%)    |
| Азијати           | 2 (0,4%)    | 0 (0,0%)    |
| Хиспаноамериканци | 0 (0,0%)    | 10 (1,3%)   |
| Укупно            | 463         | 741         |